# LSD (supergruppo)
LSD (acronimo di Labrinth, Sia, Diplo) è un supergruppo formato dal cantautore britannico Labrinth, dalla cantautrice australiana Sia e dal disc jockey e produttore discografico statunitense Diplo.

## Storia del gruppo
Il 3 maggio 2018, il gruppo ha pubblicato il primo singolo, Genius, accompagnato dal video musicale. Il giorno dopo, Diplo ha rivelato in un'intervista com'è avvenuta la genesi del gruppo: "Inizialmente non avrei dovuto far parte di questo gruppo ma l'etichetta discografica ha avuto l'idea di includermi nel progetto. Sia e Labrinth messi insieme sono due degli artisti più pazzi e creativi che io abbia mai incontrato nella mia vita. Penso che quei due abbiano il più grande deficit dell'attenzione in tutto il mondo, le loro idee sono così folli, e così io li ho aiutati a mettere queste idee insieme, assumendo il ruolo di produttore del progetto".
Il 10 maggio 2018 è stato pubblicato il secondo singolo Audio, seguito il 9 agosto dal terzo singolo Thunderclouds, ad oggi il più grande successo discografico del gruppo con svariati dischi d'argento, d'oro e di platino ottenuti in svariati mercati. Il 1º novembre 2018 è stato pubblicato il quarto singolo Mountains. Nel novembre 2018 Sia ha rivelato in un'intervista con Rolling Stone che era in arrivo il primo album in studio del gruppo. Il 14 marzo 2019 è stato pubblicato il quinto singolo No New Friends, mentre il 12 aprile successivo l'album in studio di debutto Labrinth, Sia & Diplo Present... LSD tramite Columbia Records.
Il  nome del gruppo è un chiaro riferimento alla sostanza allucinogena LSD.

## Formazione
- Diplo (2018 - presente)
- Labrinth (2018 - presente)
- Sia (2018 - presente)

## Discografia

### Album in studio
- 2019 – Labrinth, Sia & Diplo Present... LSD

### Singoli
- 2018 – Genius
- 2018 – Audio
- 2018 – Thunderclouds
- 2018 – Mountains
- 2019 – No New Friends

## Videografia

### Video musicali
- 2018 – Genius
- 2018 – Audio
- 2018 – Thunderclouds
- 2019 – No New Friends